# 霍爾灣

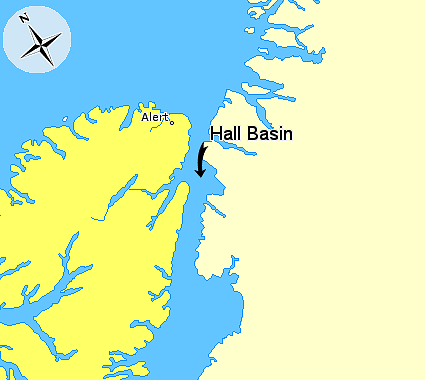

霍爾灣（Hall Basin）是加拿大的海灣，位於東面的格陵蘭和西面的埃爾斯米爾島之間，屬於內爾斯海峽的一部分，連接北面的羅伯遜海峽和南面的甘迺迪海峽，長75公里、寬45公里。

## 外部連結
- Photo （页面存档备份，存于）

81°30′N 63°30′W / 81.500°N 63.500°W